# Terrence Jones (atleta)
Terrence Jones (Freeport, 8 novembre 2002) è un velocista bahamense,  detentore del record nazionale e record NCAA dei 60 metri piani.
Nel 2023 si è aggiudicato il titolo NCAA dei 60 m indoor correndo per Texas Tech.

## Palmarès
| Anno | Manifestazione          | Sede       | Evento      | Risultato | Prestazione | Note |
| ---- | ----------------------- | ---------- | ----------- | --------- | ----------- | ---- |
| 2019 | Mondiali                | Doha       | 200 m piani | Batteria  | dq          |      |
| 2022 | Giochi del Commonwealth | Birmingham | 100 m piani | Batteria  | dns         |      |
| 2023 | Mondiali                | Budapest   | 100 m piani | Batteria  | 10"32       |      |
| 2024 | Giochi olimpici         | Parigi     | 100 m piani | Batteria  | 10"31       |      |